# Конколево (гміна Ґродзиськ-Велькопольський)
Конколево (пол. Kąkolewo, нім. Konkolewo) — село в Польщі, у гміні Ґродзиськ-Велькопольський Ґродзиського повіту Великопольського воєводства.
Населення — 679 осіб (2011).
У 1975-1998 роках село належало до Познанського воєводства.

## Демографія
Демографічна структура станом на 31 березня 2011 року:
|          | Загалом | Допрацездатний вік | Працездатний вік | Постпрацездатний вік |
| -------- | ------- | ------------------ | ---------------- | -------------------- |
| Чоловіки | 347     | 91                 | 238              | 18                   |
| Жінки    | 332     | 72                 | 205              | 55                   |
| Разом    | 679     | 163                | 443              | 73                   |